# Acrapex melianoides
Acrapex melianoides är en fjärilsart som beskrevs av W. Warren 1911. Acrapex melianoides ingår i släktet Acrapex och familjen nattflyn. Inga underarter finns listade i Catalogue of Life.